# Индекс 202
„Индекс 202“ први студентски радио који је током 70-их, 80-их и 90-их радио у оквиру ЈРТ-а (Југословенска радио телевизија) а потом РТС-а (Радио телевизија Србије). Емитована је на фреквенцији радија „202“ (отуда и тај део у називу станице). Био је емитован као засебан програм са засебним уредништвом под надзором БУ. Током недеље у свом термину (од 13 до 14 часова) био је емитовано чувено „Индексово Радио Позориште“ које је имало првенствено сатиричне и шаљиве садржаје.
Студентски радио програм „Индекс 202" емитован је као једносатна дневна емисија на станици „Београд 202" од 1971. Многа данас позната имена српског новинарства прошла су кроз редакцију „Индекса 202". Током осамдесетих нарочито је било популарно „Индексово радио позориште“, а редовни програм „Индекса 202" постао је практично први независни електронски медиј у тадашњем социјализму на заласку.
Маја 1989. екипа „Индекса 202", у сарадњи са омладинском емисијом „Ритам срца“ Радија Студио Б, оснива Омладински радио Б92. Сарадња је трајала до јуна 1990. када се „Индекс 202" враћа на програм „Београда 202".